# Ternivka, Novomîkolaiivka
Ternivka (în ucraineană Тернівка) este un sat în comuna Terseanka din raionul Novomîkolaiivka, regiunea Zaporijjea, Ucraina.

## Demografie
Componența lingvistică a localității Ternivka
     Ucraineană (92,7%)
     Rusă (7,3%)
Conform recensământului din 2001, majoritatea populației localității Ternivka era vorbitoare de ucraineană (92,7%), existând în minoritate și vorbitori de rusă (7,3%).